# Lillasjön, Halland
Lillasjön är en sjö i Hylte kommun i Halland och ingår i Nissans huvudavrinningsområde.